# Colleoli
Colleoli (già Colle Leoli) è una frazione del comune italiano di Palaia, nella provincia di Pisa, in Toscana.

## Storia
Le origini del Palazzo al Borgo di Colleoli risalgono all'Alto Medioevo, come si evince dalla struttura di castello trasformato successivamente in una villa. La costruzione viene fatta risalire ai Legoli (o Leoli), feudatari del castello di Colleoli insieme agli Agostini, a cui la proprietà è intestata dalla fine del XIV secolo e che lo trasformarono in villa e tenuta di campagna.
I Legoli ottennero la cittadinanza pisana nel 1494 con Andrea di ser Betto di Giovanni Maria. Lo stemma Legoli è ancora visibile nel Palazzo di via Toselli all'angolo di via Garofani a Pisa: di rosso alla banda d'oro, accostata in capo da uno scudetto rotondo d'argento caricato di aquila imperiale.
Numerosi documenti attestano la struttura dell'edificio e descrivono i numerosi complessi costruiti nella tenuta dalla metà del XV secolo, tra cui una fornace a cui si attribuisce l'utilizzo per la raffinazione del salnitro (o nitrato di potassio ). Il salnitro veniva utilizzato nella produzione della polvere da sparo che i pisani usarono contro l'assedio fiorentino di Vicopisano e per la cottura delle decorazioni in cotto del Palazzo dell'Ussero a Pisa.
Gli Agostini ottennero la cittadinanza pisana nel 1293 con ser Bacciameus, Priore della Repubblica Pisana nel 1293, 1296, 1316 e 1336. Lo stemma Agostini è visibile sull'ingresso principale della villa e della chiesa di Colleoli: di rosso al capo d'azzurro, caricato di tre stelle di otto raggi d'oro. La proprietà di Colleoli fu alienata agli Ogna dal conte Alessandro di Alfredo Agostini nel 1921.